# Azzano Mella
Azzano Mella är en ort och kommun i provinsen Brescia i regionen Lombardiet i Italien. Kommunen hade 3 394 invånare (2018).